# Anarthrophyllum
Anarthrophyllum es un género de plantas con 16 especies perteneciente a la familia Fabaceae.

## Taxonomía
El género fue descrito por George Bentham  y publicado en Genera Plantarum 1: 478. 1865.

## Especies aceptadas
A continuación se brinda un listado de las especies del género Anarthrophyllum aceptadas hasta julio de 2014, ordenadas alfabéticamente. Para cada una se indica el nombre binomial seguido del autor, abreviado según las convenciones y usos.	
Anarthrophyllum comprende las siguientes especies:
- Anarthrophyllum andicolum (Hook. & Arn.) F. Phil.
- Anarthrophyllum burkartii Soraru
- Anarthrophyllum capitatum Soraru
- Anarthrophyllum catamarcense Soraru
- Anarthrophyllum cumingii (Hook. & Arn.) F. Phil.
- Anarthrophyllum desideratum (DC.) Benth.
- Anarthrophyllum elegans (Hook. & Arn.) F. Phil.
- Anarthrophyllum gayanum (A. Gray) B.D. Jacks.
- Anarthrophyllum macrophyllum Soraru
- Anarthrophyllum ornithopodum Sandwith
- Anarthrophyllum patagonicum Speg.
- Anarthrophyllum pedicellatum Soraru
- Anarthrophyllum rigidum (Hook. & Arn.) Hieron.
- Anarthrophyllum strigulipetalum Soraru
- Anarthrophyllum subandinum Speg.